# Leon Jaworski (dyrygent)
Leon Jaworski (ur. 1881, zm. 1939) – polski organista, dyrygent chórów, pedagog muzyczny związany z Bydgoszczą. 

## Życiorys
Urodził się 7 listopada 1881 r. w Papowie Toruńskim. Był synem organisty Teodora i Antoniny z domu Schubert. Jako 11-letni chłopiec grał już na organach, nauczany przez ojca. Dwa razy w tygodniu dojeżdżał do Torunia i doskonalił grę na fortepianie u nauczycieli prywatnych. 
Po ukończeniu 14 lat terminował jako sprzedawca obuwia u Kazimierza Gonczerzewicza w Bydgoszczy (swego przyszłego teścia), który zachęcał go do dalszej nauki gry na fortepianie i organach. Lekcje pobierał w Bydgoskim Konserwatorium Muzycznym, finansowany przez swego pryncypała. W 1898 r. wyjechał do Niemiec, gdzie odbył studia z zakresu gry na organach, fortepianie oraz dyrygentury w Akwizgranie (Aachen), Lipsku i Berlinie. 
W 1902 r. zamieszkał w Wąbrzeźnie, gdzie rok później otworzył Prywatną Szkołę Muzyczną. W 1908 r. ożenił się z Elżbietą Goncerzewicz, która uczyła w jego szkole gry na fortepianie. W 1920 r. osiedlił się wraz z żoną w Bydgoszczy, prowadząc prywatne kursy gry na pianinie. Od 1925 r. pełnił funkcję organisty w kościele Najświętszego Serca Pana Jezusa na placu Piastowskim. Rozpoczął w tym kościele serię koncertów organowych. W 1926 r. na II piętrze kamienicy przy ul. Śniadeckich 29, założył Prywatną Szkołę Muzyczną pod nazwą (1930) Bydgoska Szkoła Muzyczna im. Ignacego Paderewskiego. 
Oprócz pracy jako organista i pedagog, był znanym dyrygentem chórów. Przez lat 18 prowadził chór „Harmonia”, „Hasło” (1925-1926 i 1931-1935), „Lira”, „Echo” oraz chór „Halka” (1937-1939). W 1931 r. wybrano go dyrygentem Bydgoskiego Okręgu Śpiewaczego i funkcję tę pełnił do 1937 r., oddając batutę w ręce Alfonsa Rezlera. Dyrygował na wielu znaczących imprezach, zjazdach śpiewaczych w Polsce i za granicą, głównie w Niemczech i Czechosłowacji. 
Zmarł nagle 4 lutego 1939 r. w Bydgoszczy. Został pochowany na cmentarzu Najświętszego Serca Pana Jezusa przy ul. Ludwikowo.